# جاتونکونکا
جاتونکونکا (به اسپانیایی: Jatuncunca) یک کوه در پرو است که در Peru, Ancash Region واقع شده‌است. جاتونکونکا ۵٬۶۰۰ متر بالاتر از سطح دریا واقع شده‌است.